# Мамили
Мамили (на английски: Mamili National Park) е национален парк разположен в североизточна Намибия.
Паркът в основната си част обхваща територията на два острова – Нкаса и Лупала образувани от делтата на река Куандо. Намира се в югозападната част на Ивица Каприви непосредствено до границата с Ботсвана. На отсрещната страна на границата е разположен национален парк Чобе. По време на сухия сезон, островите могат да бъдат достигнати по суша, докато през дъждовния сезон 80% от територията на прака е наводнена.
Районът е изключително богат на различни видове птици. Има множество хипопотами, крокодили, слонове, биволи.